# Verrallina cyrtolabis
Verrallina cyrtolabis är en tvåvingeart som beskrevs av Edwards 1928. Verrallina cyrtolabis ingår i släktet Verrallina och familjen stickmyggor. Inga underarter finns listade i Catalogue of Life.